# Кумух
Кумух (лакськ. Гъумучи, Гъумукъ) — село, адміністративний центр Лакського району, Дагестан. Розташоване на річці Казікумухське Койсу. Раніше село було відоме під назвою Казі-Кумух (лакською Гъази-Гъумучи).

## Князівство Гумук
Кумух є історичним центром лакського народу, що існував ще до прийняття лакцями ісламу. Перша правдива згадка про Кумух датується VI століттям. У середні віки село було великим торговельним центром.
Назва походить від арабської назви Гумук, пізніше перейшла в тюркське Кумук, і ще згодом в російське Кумух.
У VIII ст. Лакія прийняла іслам і в Кумух була збудована мечеть. Кумух стає ісламським центром Дагестану. До назви додається приставка Казі, що означає воїн за віру. Казі-Кумух був одним із центрів виробництва зброї.